# Чехово (Великопольське воєводство)
Чехово (пол. Czechowo) — село в Польщі, у гміні Неханово Гнезненського повіту Великопольського воєводства.
Населення — 200 осіб (2011).
У 1975-1998 роках село належало до Познанського воєводства.

## Демографія
Демографічна структура станом на 31 березня 2011 року:
|          | Загалом | Допрацездатний вік | Працездатний вік | Постпрацездатний вік |
| -------- | ------- | ------------------ | ---------------- | -------------------- |
| Чоловіки | 103     | 29                 | 65               | 9                    |
| Жінки    | 97      | 30                 | 55               | 12                   |
| Разом    | 200     | 59                 | 120              | 21                   |